# Chiesa di Sant'Antonio in Foris
La chiesa di Sant'Antonio in Foris era un luogo di culto cattolico che si trovava nell'antica contrada Mugazzone, poi via Pignolo, in Borgo Palazzo a Bergamo; fu sconsacrata nel 1800 quando divenne magazzino delle truppe francesi durante l'età napoleonica.

## Storia
La chiesa posta in prossimità dell'antica porta omonima all'ingresso su borgo Palazzo, quartiere posto nella parte bassa della città orobica, fu edificata nel primo decennio del Duecento come indicato dallo storico e ingegnere Luigi Angelini. La chiesa fu quindi fondata nel 1208 dal vescovo di Bergamo Lanfranco per desiderio del "dominus" Giovanni Gatussi de Parre, personaggio che aveva un certo appoggio politico cittadino.La chiesa fu edificata nel suburbio di Mugazzone, quartiere al tempo poco abitato ma posto in prossimità di due corsi d'acqua, il 19 aprile 1211 il testamento del Gatussi cita: 
(19 aprile 1211–Testamento di Giovanni Gatussi de Parre)
Sulla famiglia di Giovanni Gatussi de Parre vi sono poche informazioni, viveva in prossimità di una fonte che viene indicata come fontana coperta nella vicinia di San Lorenzo prossima a quella di San Pancrazio. Era quella una zona della civitas Pergami considerata di pregio, per le importanti famiglie cittadine che la abitavano. Forse originari dai conti di Parre, paese dell'alta val Seriana, ma già nel 1156 un “filius Iohannis de Parre” risulta essere inserito nell'elenco dei “mille homines” che giurarono dopo la Battaglia di Palosco la pace con Brescia. Nel 1176 è citato un canonico della basilica alessandrina che godeva di un certo prestigio.
La famiglia raggiunse una certa stabilità economica acquisendo beni fondiari alla fine del XII secolo tra cui il terreno dove poi sorse la chiesa, che venne venduto nel 1208 a Giovanni da un certo Galiciolo Bucaluve Durati console dalla vicinia di San Pancrazio, e proveniente dalla famiglia molto vicina a quella guelfa dei Rivola. L'importanza del personaggio e i legami con le più importanti famiglie sotto l'aspetto sia politico che religioso di Bergamo, come i del Zoppo, Rivola, Sorlasco, de Foro, Albertoni motivano la presenza di tutte queste famiglie alla fondazione dell'ospedale con il vescovo Lanfranco e i canonici della chiesa di san Vincenzo che tre mesi dopo si presentarono per la consacrazione della prima pietra della chiesa. L'atto di consacrazione è del
28 giugno 1208 eseguita con le disposizioni canoniche della "ecclesiae hospitalis". Fu quindi accolta la domanda di fordare una chiesa e il vescovo Lanfranco impose al Gatussi di provvedere alla custodia e alla illuminazione degli edifici, cosa che ebbe risposta affermativa indicando la protezione della chiesa alla canonica di San Vincenzo alla quale doveva versare una libbra di cera annua, quale segno di sottomissione al clero, che però non poteva aggiungere altri tributi dovendo essere la chiesa e l'ospedale libero come indicato dall'atto poi perduto: "de protectione et municione et securitate ipsius hospitalis". >Il vescovo tracciò una croce sul luogo dove doveva essere innalzato l'altare maggiore tracciando con il pastorale il perimetro dell'aula benedetto poi con l'acqua e l'incenso. Dalle ultime volontà del Gatussi dettate da ammalato alla presenza di molti importanti personaggi della vicinia di San Lorenzo, si apprende che fece dono di altri fondi dati in gestione "inter vivos"  a due conversi che gestivano l'ospedale e gli altri conversi Ruggero "qui dicitur de hospitale".
La chiesa prese questo nome proprio per diversificarla da quella con la medesima intitolazione risalente al XIII secolo, poi diventata la chiesa e l'ospedale di San Marco. Gli affreschi di cui non si conosce la paternità vengono attribuiti al Maestro di Sant'Antonio in Foris. In prossimità della chiesa c'era l'hospitale che fu molto attivo durante il Quattrocento venendo poi chiuso quando tutti gli ospedali sparsi per la città vennero uniti in quello di San Marco nel 1457.
La chiesa e l'ospedale assunsero da subito grande importanza, diventando il territorio sempre più abitato e creando nel 1252 la vicinia di Sant'Antonio assumendo anche un ruolo di unione urbanistica inserendosi nel borgo di Mugazzone, poi diventato via Pignolo. La famiglia Gatussi si sottomise alla gestione della chiesa ai canonici di San Vincenzo mantenendone comunque il giuspatronato, vengono indicati come "patroni hospitalis" fino al Quattrocento quando risultava ancora di diritto ai discendenti della famiglia lo "ius presentandi ministrum".

## Descrizione
Con la soppressione della chiesa furono recuperati con la tecnica dello strappo, molte delle opere pittoriche affrescate sulle pareti e conservate nel Museo dell'affresco presente nella sala delle Capriate del palazzo della Ragione di Bergamo di difficile datazione, ma sicuramente alcuni facente parti dei primi anni della chiesa.
Il portale laterale conserva una lunetta affrescata datata 1220 e raffigurante Madonna in trono col Bambino e sant'Antonio Abate e santo vescovo, che malgrado lo stato di degrado è stato identificato in base ad antiche foto in san Tommaso di Canterbury
L'aula si presentava composta da tre campate divise da archi ogivali con lesene in pietra e con la copertura a due falde lignee a vista e completamente affrescata da dipinti che risultano essere probabilmente i più antichi presenti sul territorio di Bergamo e diciassette di queste opere sono state completamente recuperate. Nove individuate come la Madonna del latte e santa, sante, Santo diacono col libro, San Bartolomeo due Sant'Antonio abate, Natività, Madonna col Bambino in trono con santi e angeli sono stati strappati posti su tela con fondo rigido e ospitati presso il museo dell'affresco, mentre altre opere: San Giovanni Battista, Testa di santo barbuto, Testa di santo, Fregio, Figura con manto panneggiato, santo e fregio, sono ospitati nella pinacoteca dell'Accademia Carrara. Con la nuova destinazione a magazzino, l'aula fu divisa in due piani, e solo nella seconda metà del Novecento, fu eseguito un lavoro di recupero delle opere anche se molte di queste erano seriamente danneggiate.

Dal testo Le pitture notabili di Bergamo che sono esposte al giudizio del pubblico di Andrea Pasta, e pubblicato nel 1775, risulta che l'altare maggiore era completato dalla pala di Gian Paolo Cavagna raffigurante la Madonna col Bambino e si santi Antonio abate, Giuseppe e Rocco: 